# Darginere
Darginere er en af nationaliteterne i Republikken Dagestan, i Kaukasus i Den Russiske Føderation.  Darginere er sunnimuslimer. Darginernes sprog tilhører den nordøstlige-kaukasiske sprog, sproget er beslægtet med avarisk, lezginsk og længere ude tjetjensk. Ifølge folketællingen fra 2010 boede der 589.386 i Rusland.